# 2011年美國職棒大聯盟選秀
2011年美國職棒大聯盟選秀為大聯盟第47屆選秀，在美國時間6月6日至8日舉行。匹茲堡海盜隊的格里特·柯爾為該年首輪選秀狀元。

## 第一輪選秀
Key
|   | 入選明星賽或年度最佳陣容的球員 |
| * | 並未簽約的球員                 |

| 選秀順位 | 球員              | 球隊             | 位置   | 畢業學校                  |
| -------- | ----------------- | ---------------- | ------ | ------------------------- |
| 1        | 格里特·柯爾       | 匹茲堡海盜       | 右投   | 加利福尼亞大學洛杉磯分校  |
| 2        | 丹尼·霍爾岑       | 西雅圖水手       | 左投   | 維吉尼亞大學              |
| 3        | 崔佛·鮑爾         | 亞利桑那響尾蛇   | 右投   | 加利福尼亞大學洛杉磯分校  |
| 4        | 迪蘭·邦迪         | 巴爾的摩金鶯     | 右投   | Owasso高中                |
| 5        | 布巴·史達林       | 堪薩斯市皇家     | 外野手 | Gardner Edgerton高中      |
| 6        | 安東尼·倫登       | 華盛頓國民       | 三壘手 | 萊斯大學                  |
| 7        | 亞契·布萊德利     | 亞利桑那響尾蛇   | 右投   | Broken Arrow中學          |
| 8        | 法蘭西斯科·林多爾 | 克里夫蘭印地安人 | 游擊手 | 蒙特沃德學院              |
| 9        | 哈維爾·巴耶茲     | 芝加哥小熊       | 游擊手 | Arlington Country Day高中 |
| 10       | 科瑞·史彭根貝格   | 聖地牙哥教士     | 二壘手 | 印第安河社區學院          |
| 11       | 喬治·史普林格     | 休士頓太空人     | 外野手 | 康乃狄克大學              |
| 12       | 泰勒·榮格曼       | 密爾瓦基釀酒人   | 右投   | 德州大學奧斯汀分校        |
| 13       | 布蘭登·尼莫       | 紐約大都會       | 外野手 | Cheyenne East高中         |
| 14       | 何賽·費南德茲     | 佛羅里達馬林魚   | 右投   | Braulio Alonso高中        |
| 15       | 傑德·布萊德利     | 密爾瓦基釀酒人   | 左投   | 喬治亞理工學院            |
| 16       | 克里斯·瑞德       | 洛杉磯道奇       | 左投   | 史丹佛大學                |
| 17       | C·J·克隆          | 洛杉磯天使       | 一壘手 | 猶他大學                  |
| 18       | 桑尼·葛雷         | 奧克蘭運動家     | 右投   | 范德堡大學                |
| 19       | 麥特·巴恩斯       | 波士頓紅襪       | 右投   | 康乃狄克大學              |
| 20       | 泰勒·安德森       | 科羅拉多落磯     | 左投   | 俄勒岡大學                |
| 21       | 泰勒·畢德         | 多倫多藍鳥       | 右投   | Lawrence Academy          |
| 22       | 寇頓·王           | 聖路易紅雀       | 二壘手 | 夏威夷大學                |
| 23       | 艾力克斯·梅耶     | 華盛頓國民       | 右投   | 肯塔基大學                |
| 24       | 泰勒·古瑞耶里     | 坦帕灣光芒       | 右投   | Spring Valley高中         |
| 25       | 喬·羅斯           | 聖地牙哥教士     | 右投   | Bishop O'Dowd高中         |
| 26       | 布雷克·史威哈特   | 波士頓紅襪       | 捕手   | V. Sue Cleveland高中      |
| 27       | 羅伯特·史蒂芬森   | 辛辛那提紅人     | 右投   | Alhambra高中              |
| 28       | 尚·吉爾馬丁       | 亞特蘭大勇士     | 左投   | 佛羅里達州立大學          |
| 29       | 喬·潘尼克         | 舊金山巨人       | 游擊手 | 聖若望大學                |
| 30       | 李維·麥克         | 明尼蘇達雙城     | 游擊手 | 北卡羅來納州立大學        |
| 31       | 米基·馬圖克       | 坦帕灣光芒       | 外野手 | 路易斯安那州立大學        |
| 32       | 傑克·哈格         | 坦帕灣光芒       | 游擊手 | Sierra Vista高中          |
| 33       | 凱文·馬修         | 德州遊騎兵       | 左投   | Richmond Hill高中         |

## 第一輪補充選秀
| 選秀順位 | 球員            | 球隊           | 位置   | 畢業學校                      |
| -------- | --------------- | -------------- | ------ | ----------------------------- |
| 34       | 布萊恩·古德溫   | 華盛頓國民     | 外野手 | 邁阿密達德學院                |
| 35       | 雅各·安德森     | 多倫多藍鳥     | 外野手 | Chino高中                     |
| 36       | 亨利·歐文斯     | 波士頓紅襪     | 左投   | Edison高中                    |
| 37       | 薩克·孔恩       | 德州遊騎兵     | 外野手 | 喬治亞大學                    |
| 38       | 布蘭登·馬丁     | 坦帕灣光芒     | 游擊手 | Santiago高中                  |
| 39       | 賴瑞·格林       | 費城費城人     | 外野手 | Berrien高中                   |
| 40       | 小傑基·布萊德利 | 波士頓紅襪     | 外野手 | 南卡羅來納大學                |
| 41       | 泰勒·古德爾     | 坦帕灣光芒     | 三壘手 | Saint Francis高中             |
| 42       | 傑夫·亞梅斯     | 坦帕灣光芒     | 右投   | 洛爾哥倫比亞學院              |
| 43       | 安德魯·查芬     | 亞利桑那響尾蛇 | 左投   | 肯特州立大學                  |
| 44       | 麥可·富爾默     | 紐約大都會     | 右投   | Deer Creek高中                |
| 45       | 崔佛·史托瑞     | 科羅拉多落磯   | 游擊手 | Irving高中                    |
| 46       | 喬·馬斯葛洛夫   | 多倫多藍鳥     | 右投   | Grossmont高中                 |
| 47       | 金寧·沃克       | 芝加哥白襪     | 外野手 | 中亞利桑那學院                |
| 48       | 麥克·凱利       | 聖地牙哥教士   | 右投   | West Boca Raton Community高中 |
| 49       | 凱爾·克里克     | 舊金山巨人     | 右投   | Sherman高中                   |
| 50       | 崔維斯·哈里森   | 明尼蘇達雙城   | 三壘手 | Tustin高中                    |
| 51       | 小丹堤·比薛特   | 紐約洋基       | 三壘手 | Orangewood 基督教學校         |
| 52       | 布萊克·史涅爾   | 坦帕灣光芒     | 右投   | Shorewood高中                 |
| 53       | 小德懷特·史密斯 | 多倫多藍鳥     | 外野手 | McIntosh高中                  |
| 54       | 布瑞特·奧斯丁   | 聖地牙哥教士   | 捕手   | Providence高中                |
| 55       | 哈德森·柏德     | 明尼蘇達雙城   | 右投   | Bishop Verot高中              |
| 56       | 凱斯·卡特       | 坦帕灣光芒     | 外野手 | 西肯塔基大學                  |
| 57       | 凱文·柯莫       | 多倫多藍鳥     | 右投   | Seneca高中                    |
| 58       | 傑斯·彼得森     | 聖地牙哥教士   | 游擊手 | 麥克尼斯州立大學              |
| 59       | 葛雷森·賈文     | 坦帕灣光芒     | 左投   | 范德堡大學                    |
| 60       | 詹姆斯·哈里斯   | 坦帕灣光芒     | 外野手 | Oakland Technical高中         |

## 補償選秀
1. ↑  因亞利桑那響尾蛇在2010年選秀沒有簽下巴瑞特·路克斯而得到補償選秀
2. ↑  因聖地牙哥教士在2010年選秀沒有簽下卡斯頓·惠特森而得到補償選秀
3. ↑  因密爾瓦基釀酒人在2010年選秀沒有簽下迪倫·科維而得到補償選秀
4. ↑  因底特律老虎簽下紅襪自由球員維克多·馬丁內斯而得到補償選秀
5. ↑  因芝加哥白襪簽下國民自由球員亞當·鄧恩而得到補償選秀
6. ↑  因波士頓紅襪簽下光芒自由球員卡爾·克勞佛而得到補償選秀
7. ↑  因德州遊騎兵簽下紅襪自由球員艾德里安·貝爾垂而得到補償選秀
8. ↑  因紐約洋基簽下光芒自由球員拉斐爾·索利安諾而得到補償選秀
9. ↑  因費城費城人簽下遊騎兵自由球員克里夫·李而得到補償選秀
10. ↑  因亞當·鄧恩離開國民隊而得到額外選秀
11. ↑  因史考特·道恩斯離開藍鳥隊而得到額外選秀
12. ↑  因維克多·馬丁內斯離開紅襪隊而得到額外選秀
13. ↑  因克里夫·李離開遊騎兵隊而得到額外選秀
14. ↑  因卡爾·克勞佛離開光芒隊而得到額外選秀
15. ↑  因傑森·沃斯離開費城人隊而得到額外選秀
16. ↑  因艾德里安·貝爾垂離開紅襪隊而得到額外選秀
17. ↑  因格蘭特·巴弗爾離開光芒隊而得到額外選秀
18. ↑  因拉斐爾·索利安諾離開光芒隊而得到額外選秀
19. ↑  因亞當·拉洛許離開響尾蛇隊而得到額外選秀
20. ↑  因佩卓·菲利西亞諾離開大都會隊而得到額外選秀
21. ↑  因歐克塔維歐·多特爾離開落磯隊而得到額外選秀
22. ↑  因約翰·巴克離開藍鳥隊而得到額外選秀
23. ↑  因J·J·普茲離開白襪隊而得到額外選秀
24. ↑  因喬恩·加蘭離開教士隊而得到額外選秀
25. ↑  因胡安·尤利布離開巨人隊而得到額外選秀
26. ↑  因傑西·克蘭離開雙城隊而得到額外選秀
27. ↑  因哈維爾·巴斯克斯離開洋基隊而得到額外選秀
28. ↑  因喬亞昆·班瓦離開光芒隊而得到額外選秀
29. ↑  因米格爾·歐利佛離開藍鳥隊而得到額外選秀
30. ↑  因約維特·托瑞阿爾巴離開教士隊而得到額外選秀
31. ↑  因奧蘭多·哈德森離開雙城隊而得到額外選秀
32. ↑  因藍迪·柯特離開光芒隊而得到額外選秀
33. ↑  因凱文·葛瑞格離開藍鳥隊而得到額外選秀
34. ↑  因凱文·柯瑞亞離開教士隊而得到額外選秀
35. ↑  因布拉德·霍普離開光芒隊而得到額外選秀
36. ↑  因查德·奎爾斯離開光芒隊而得到額外選秀

## 其他著名球員
- 喬許·貝爾, 第2輪, 61順位被匹茲堡海盜選走
- 布萊德·米勒, 第2輪, 62順位被西雅圖水手選走
- 坎姆·賈拉格, 第2輪, 65順位被堪薩斯市皇家選走
- 丹尼爾·沃格貝克, 第2輪, 68順位被芝加哥小熊選走
- 艾德里安·豪瑟, 第2輪, 69順位被休士頓太空人選走
- 荷黑·羅培茲, 第2輪, 70順位被密爾瓦基釀酒人選走
- 柯瑞·馬桑尼, 第2輪, 71順位被紐約大都會選走
- 亞當·康利, 第2輪, 72順位被佛羅里達馬林魚選走
- 丹尼爾·諾里斯, 第2輪, 74順位被多倫多藍鳥選走
- 詹姆斯·麥肯, 第2輪, 76順位被底特律老虎選走
- 奧斯丁·海吉斯, 第2輪, 82順位被聖地牙哥教士選走
- 尼克·亞梅德, 第2輪, 85順位被亞特蘭大勇士選走
- 安德魯·蘇薩克, 第2輪, 86順位被舊金山巨人選走
- 麥克·萊特, 第3輪, 94順位被巴爾的摩金鶯選走
- 德魯·甘格農, 第3輪, 100順位被密爾瓦基釀酒人選走
- 麥特·安德里斯, 第3輪, 112順位被聖地牙哥教士選走
- 湯尼·辛格拉尼, 第3輪, 114順位被聖路易紅雀選走
- 亞當·摩根, 第3輪, 120順位被費城費城人選走
- 伊凡·馬歇爾, 第4輪, 124順位被亞利桑那響尾蛇選走
- 尼克·拉米瑞茲, 第4輪, 131順位被密爾瓦基釀酒人選走
- 泰勒·格拉斯諾, 第5輪, 152順位被匹茲堡海盜選走
- 尼克·卓皮安諾, 第5輪, 160順位被休士頓太空人選走
- 斯科特·麥高夫, 第5輪, 164順位被洛杉磯道奇選走
- 穆奇·貝茲, 第5輪, 172順位被波士頓紅襪選走
- 布蘭登·伍卓夫, 第5輪, 174順位被德州遊騎兵選走，但未簽約
- 葛雷格·柏德, 第5輪, 179順位被紐約洋基選走
- J·D·戴維斯, 第5輪, 180順位被坦帕灣光芒選走，但未簽約
- 尼奇·戴爾蒙尼柯, 第6輪, 185順位被巴爾的摩金鶯選走
- 史考特·巴洛, 第6輪, 194順位被洛杉磯道奇選走
- 安東尼·迪斯克拉方尼, 第6輪, 199順位被多倫多藍鳥選走
- 馬可斯·塞米恩, 第6輪, 201順位被芝加哥白襪選走
- 德瑞克·羅德里奎茲, 第6輪, 208順位被明尼蘇達雙城選走
- 傑克·凱夫, 第6輪, 209順位被紐約洋基選走
- 艾瑞克·海斯, 第7輪, 218順位被克里夫蘭印地安人選走
- 布萊克·崔南, 第7輪, 226順位被奧克蘭運動家選走
- 布萊恩·弗林, 第7輪, 227順位被底特律老虎選走
- 尼克·馬丁尼, 第7輪, 230順位被聖路易紅雀選走
- 麥特·威斯勒, 第7輪, 233順位被聖地牙哥教士選走
- 肯·賈爾斯, 第7輪, 241順位被費城費城人選走
- 卡森·史密斯, 第8輪, 243順位被西雅圖水手選走
- 史蒂芬·塔布里, 第8輪, 248順位被克里夫蘭印地安人選走，但未簽約
- 凱爾·漢崔克斯, 第8輪, 264順位被德州遊騎兵選走
- 湯米·拉·史戴拉, 第8輪, 266順位被亞特蘭大勇士選走
- 克雷·霍姆斯, 第9輪, 272順位被匹茲堡海盜選走
- 奧斯汀·巴恩斯, 第9輪, 283順位被佛羅里達馬林魚選走
- 崔維斯·蕭爾, 第9輪, 292順位被波士頓紅襪選走
- 泰勒·威爾森, 第10輪, 305順位被巴爾的摩金鶯選走
- 柯特·卡薩里, 第10輪, 317順位被底特律老虎選走
- 喬恩·葛雷, 第10輪, 329順位被紐約洋基選走，但未簽約
- 科林·瑞亞, 第12輪, 383順位被聖地牙哥教士選走
- 麥勒克斯·史密斯, 第13輪, 401順位被密爾瓦基釀酒人選走，但未簽約
- 波奇·史密斯, 第14輪, 443順位被聖地牙哥教士選走
- 拉夫提·羅培茲, 第16輪, 489順位被芝加哥小熊選走
- 卡洛斯·羅登, 第16輪, 491順位被密爾瓦基釀酒人選走
- 普瑞斯頓·塔克, 第16輪, 498順位被科羅拉多落磯選走
- 克里斯·巴希特, 第16輪, 501順位被芝加哥白襪選走
- 萊恩·魯亞, 第17輪, 534順位被德州遊騎兵選走
- 尼克·馬丁尼茲, 第18輪, 564順位被德州遊騎兵選走
- 亞當·伊頓, 第19輪, 571順位被亞利桑那響尾蛇選走
- 崔亞·特納, 第20輪, 602順位被匹茲堡海盜選走,但未簽約
- 泰倫斯·高爾, 第20輪, 606順位被堪薩斯市皇家選走
- 亞倫·諾拉, 第22輪, 679順位被多倫多藍鳥選走,但未簽約
- 柯迪·艾倫, 第23輪, 698順位被克里夫蘭印地安人選走
- 布萊德利·辛默, 第23輪, 699順位被芝加哥小熊選走,但未簽約
- 史賓賽·派頓, 第24輪, 726順位被堪薩斯市皇家選走
- 克里斯·德文斯基, 第25輪, 771順位被芝加哥白襪選走
- 喬·拜亞吉尼, 第26輪, 807順位被舊金山巨人選走
- 齊昂內·凱拉, 第29輪, 873順位被西雅圖水手選走,但未簽約
- 比利·伯恩斯, 第32輪, 967順位被華盛頓國民選走
- 凱文·皮拉, 第32輪, 979順位被多倫多藍鳥選走
- 塞斯·盧戈, 第34輪, 1032順位被紐約大都會選走
- 貝內特·帕里, 第40輪, 1205順位被巴爾的摩金鶯選走
- 雅各·史多林斯, 第42輪, 1285順位被辛辛那提紅人選走,但未簽約
- 布蘭登·芬尼岡, 第45輪, 1374順位被德州遊騎兵選走,但未簽約
- 約翰·米恩斯, 第46輪, 1406順位被亞特蘭大勇士選走,但未簽約
- 小卡爾·愛德華茲, 第48輪, 1464順位被德州遊騎兵選走

### NFL球員選秀
- 羅素·威爾遜, 第4輪, 140順位被科羅拉多落磯選走
- 布雷克·貝爾, 第43輪, 1303順位被底特律老虎選走,但未簽約
- 戈登·塔特, 第50輪, 1518順位被舊金山巨人選走,但未簽約

## 外部連結
- MLB Important Dates for 2011（页面存档备份，存于）
- 2011 MLB Draft Tracker（页面存档备份，存于）
- Baseball America's First Round Recap[永久]

| 前任： 布萊斯·哈波 | 選秀狀元 格里特·柯爾 | 繼任： 卡洛斯·柯瑞亞 |